# Silikon
Silikon je polimerni silicij koji se proizvodi kao tekuća smola ili elastomer.
Silikonska tekućina se rabi primjerice kao implantat za grudi, kao ljepilo, mazivo. Silikonska guma služi kao električni izolator, materijal za brtvljenje, za laminiranje staklene vune itd.

## Vanjske poveznice
- Silicone Polymers  Arhivirana inačica izvorne stranice od 8. siječnja 2009. (Wayback Machine) (Virtual Chembook, Elmhurst College